# Anastasia Volocikova
Anastasia Volocikova (în rusă Анастасия Волочкова; n. 20 ianuarie 1976) este o primă-balerină rusă. În ianuarie 2011, ea a cauzat un scandal public în Moscova, datorită apariției în presă a unor fotografii nude ale sale.
Din 2003 până în ianuarie 2011 a fost membră a partidului Rusia Unită, aflat la guvernare în Rusia.

## Date biografice

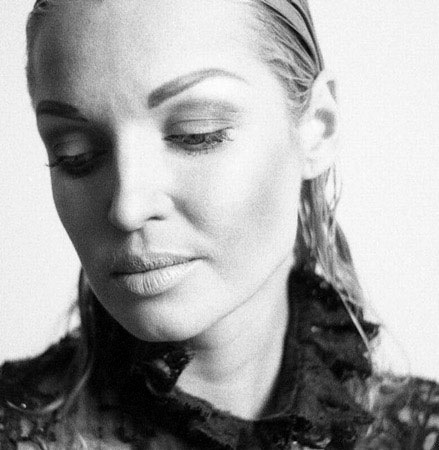
Anastasia Volocikova

Anastasia s-a născut în Sankt Petersburg, tatăl ei a fost un campion și antrenor la tenis de câmp, iar mama dă lecții de călărie. Ea a fost căsătorită, în 2005 a născut o fetiță, actual locuiește în Moscova și St. Petersburg. Între anii 1994–1998 a fost balerină la teatrul Mariinski, iar din 1998 este la teatrul Bolșoi din Moscova.